# Aoubellil
Aoubellil è un comune dell'Algeria, situato nella provincia di ʿAyn Temūshent.